# Steve Dunn
Stephen W. ("Steve") Dunn (
Bristol, 24 oktober 1957) is een Engelse voormalige voetbalscheidsrechter die floot in de  Premier League tussen 1995 en 2005. Dunn was de scheidsrechter voor de Engelse bekerfinale in 2001 tussen Arsenal en Liverpool, die met 2-1 werd gewonnen door Liverpool door twee goals van Michael Owen. Hij maakte zijn debuut in de Premier League op zaterdag 14 januari 1995 in de wedstrijd Leeds United–Southampton (0-0), waarin hij twee gele kaarten uitdeelde.

## Interlands
| Datum      | Wedstrijd           | Uitslag | Competitie        | Kreeg geel | Kreeg voor de tweede keer geel en dus rood | Weggestuurd |
| ---------- | ------------------- | ------- | ----------------- | ---------- | ------------------------------------------ | ----------- |
| 28.05.2000 | Malta – Zuid-Afrika | 0 – 1   | Vriendschappelijk | 0          | 0                                          | 0           |
| 06.06.2001 | Zweden – Moldavië   | 6 – 0   | WK-kwalificatie   | 1          | 0                                          | 1           |
| 13.02.2002 | Duitsland – Israël  | 7 – 1   | Vriendschappelijk | 0          | 0                                          | 0           |